# Sebastián Lelio
Sebastián Lelio (Mendoza, 8 de março de 1974) é um cineasta, produtor e roteirista chileno. Graduado em Jornalismo pela Universidad Andrés Bello, já foi indicado ao Altazor Awards e ao Emmy Awards.
Em 2018 recebeu o Oscar de melhor filme estrangeiro da edição de 2018 pelo seu filme Una mujer fantástica representando seu país, Chile. 

## Filmografia
- 4 (1995)
- Cuatro (1996)
- Smog (2000)
- Fragmentos urbanos (2002)
- Ciudad de maravillas (2002)
- Carga vital (2003)
- La sagrada familia, (2006)
- Navidad (2009)
- El año del tigre (2010)
- El efecto Kulechov (2010)
- Gloria (2013)
- Una mujer fantástica (2017)
- Disobedience (2017)
- Gloria (2018)